# 康格多山
康格多山（藏語：གངས་དཀར་རྡོ་རི་རྩེ）是东喜马拉雅山脉的一座山。该山位于印度实际控制的阿鲁纳恰尔邦东卡门县与中国西藏错那县边境实控线（LAC）的交界处，海拔7,060（23,163英尺），为印度阿鲁纳恰尔邦境内的最高峰。
康格多山距西边的图龙拉山口（Tulung La，又译作土伦山口）26公里,离北边有人的村子---西藏错那县卡达乡西午村30公里。该山位于阿鲁纳恰尔邦东卡门县与中国西藏错那县边境实控线（LAC）的交界处。不过，由于阿鲁纳恰尔邦大部分地区位于中印争议的藏南地区内，中国不承认阿鲁纳恰尔邦的合法性，宣称此山位于西藏错那县境内。

## 气候
康格多山属亚热带高原气候，地势北高南低，印度洋暖流逆谷而上，区域性气候明显。全年降水量在400毫米以上，6—9月为雨季。

## 攀登历史
- 1913年，英国、英属印度等国的探险家曾进入该区活动。
- 1939年，英国的 一支登山队正式登山，1人死亡，攀登失败。
- 1988年3月24日-26日， 日本登山队宫崎贵文、高野惹辅、岩田齐、冈天武扬四人，分两批从西藏错那县沿康格多山北峰西北坡转西北山脊，跨越北峰后沿北山脊首次登顶成功。